# Leptogenys crudelis
Leptogenys crudelis é uma espécie de formiga do gênero Leptogenys, pertencente à subfamília Ponerinae.